# Shuangxi
Shuangxi (chiń. upr. 双溪 区; chiń. trad. 雙溪區; pinyin Shuāngxī qū; Wade-Giles Shuang-hsi ch’ü; pe̍h-ōe-jī Siang-khe-khu) – dzielnica (chiń. 區, qū) miasta wydzielonego Nowe Tajpej na Tajwanie. Znajduje się we wschodniej części miasta.
23 czerwca 2009 komitet przy Ministrze Spraw Wewnętrznych Republiki Chińskiej zarekomendował przekształcenie dotychczasowego powiatu Tajpej (chiń. trad. 臺北縣; pinyin Taibei xiàn) w miasto wydzielone; wszystkie gminy wiejskie (chiń. 鄉, xiāng), jak Jinshan, gminy miejskie i miasta wchodzące w skład powiatu zostały przekształcone w dzielnice (chiń. 區, qū). Ustawa weszła w życie 25 grudnia 2010 roku.
Populacja dzielnicy Shuangxi w 2016 roku liczyła 9074 mieszkańców – 4173 kobiety i 4901 mężczyzn. Liczba gospodarstw domowych wynosiła 3819, co oznacza, że w jednym gospodarstwie zamieszkiwało średnio 2,38 osób.

## Demografia (2010–2016)
| Rok  | Liczba ludności | Gęstość zaludnienia | Kobiety | Mężczyźni | Gospodarstwa domowe |
| ---- | --------------- | ------------------- | ------- | --------- | ------------------- |
| 2010 | 9729            | 66                  | 4452    | 5277      | 3820                |
| 2011 | 9555            | 65                  | 4382    | 5173      | 3806                |
| 2012 | 9465            | 64                  | 4363    | 5102      | 3834                |
| 2013 | 9412            | 64                  | 4347    | 5065      | 3860                |
| 2014 | 9450            | 64                  | 4377    | 5073      | 3842                |
| 2015 | 9245            | 63                  | 4250    | 4995      | 3840                |
| 2016 | 9074            | 62                  | 4173    | 4901      | 3819                |